# الحوقين (الرستاق)
الحوقين منطقة سكنية تقع في ولاية الرستاق، التابعة لمحافظة جنوب الباطنة في سلطنة عمان. يقدر عدد سكانها بـ 2344 نسمة حسب إحصاء عام 2010 التابع للمركز الوطني للإحصاء والمعلومات الحكومي. رمز المنطقة هو 70140194.
ويعود سبب تسمية النيابة بهذا الاسم نسبة لحقنها المياه الجارية بالوادي حيث تعتبر المنطقة الوحيدة الواقعة على مجرى الوادي التي تتجمع فيها المياه بكثرة على شكل برك مائية. وحقن الماء ونحوه أي جمعه وحبسه.

## الجغرافيا
يبعد وادي الحوقين عن مركز مدينة الرستاق 40 كيلومتر وعن محافظة مسقط بحوالي 150 كيلومتر، ويتميز هذا الوادي بجريان مياهه على مدار العام وتتجمع في مجراه الكثير من البرك والأحواض المائية وهو امتداد لوادي بني غافر، إضافة إلى تميز مجراه بوجود الشلالات الجميلة وخاصة في موسم الأمطار، كما أن مجرى هذ الوادي يقطع ضفتي القرية الموجود بها والذي من خلاله تكونت الكثير من المواقع التي تستهوي السياح حيث ساعد عمق مجراه على وجود فالق صخري يسمي محليا الخنادق يعتبر من أفضل الأماكن التي يقصدها السياح أثناء زيارتهم لهذا الوادي ويوجد به الكثير من الأماكن التي يتخذ منها السياح موقعا للاستراحة والتخييم. من الشرق الوشيل ومن الغرب وادي الجهاور والجنوب وادي نبي هني ومن الشمال ولاية السويق وتحيط بها الجبال من جميع الاتجاهات إلا من الشمال.

## تاريخيا

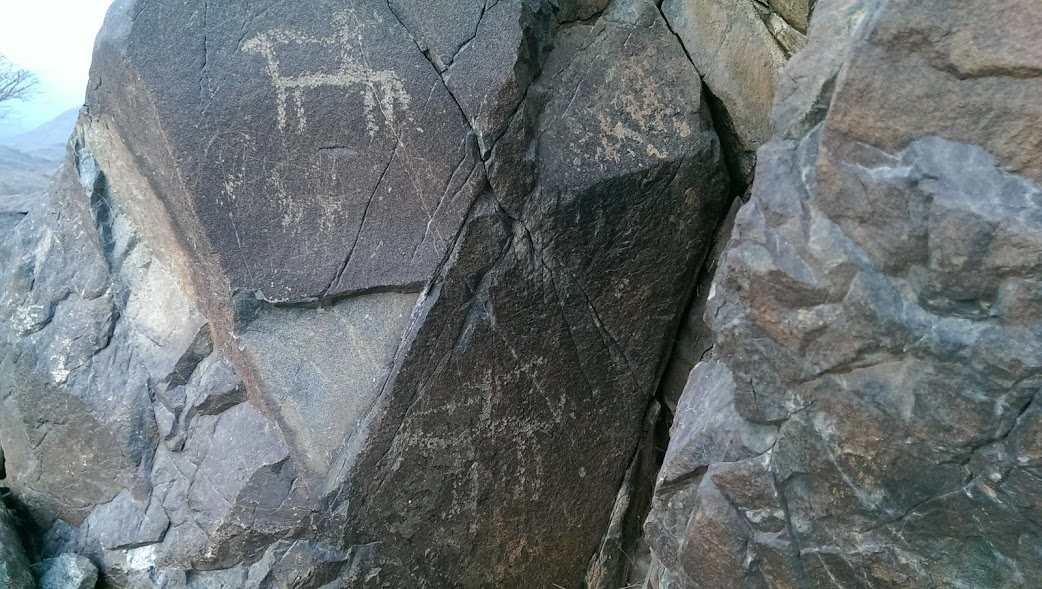
نقش صخري في الحوقين يعود لقرون ماضية

الحوقين قديما جدا وفيها بعض الاثار القديمة التي تدل على انها سكنت منذ فترة طويلة جدا وهي عبارة عن رسومات صخرية منتشره في الحوقين لرجال يركبون حيوانات ويحملون اسلحة وغيرها، وقال خبير الآثار مستر مارك إن الآثار في الحوقين وجدت قبل 2500 سنة قبل الميلاد نتيجة للحفريات والمقابر الموجودة به
وكذلك وجود منجم للنحاس داخل أحد شعاب الحوقين الغربية، حيث أن بقايا المنجم ما تزال واضحة حتى اليوم الحاضر حيث كان ينقل الخام من المنجم إلى موقع قرب الفرن حيث ينقى ثم يدخل الخام المناسب إلى الفرن ويستخدم السمر الذي كان متوفرا كوقود، و تشير الوثائق السومرية والأشورية إلى أن عمان صدرت النحاس إلى بلاد ما بين النهرين قبل ما يقرب خمسة ألاف عام وهذا دليل كذلك على قدم المكان
وكذلك وجود مسجد يقال له مسجد العين يوجد جنوب الحوقين وبه آثار محراب بإتجاه المسجد الاقصي ويقال انه بني قبل تغير القبلة بإتجاه المسجد الحرام وحواليه الكثير من بقايا الاثار والقبور القديمة

## التوابع
وتتبعها: الحفصت، طويان طوي البدو، طوي البدو، المعمورة، المغبة، البدعة، البلاد، طويان البلاد، الخطوة، الحريقة، الغايصة، الحويل، الدمثاة، فلج السعيدي وحاليا يوجد قريتان جديداتان وهي الصارخي وحي الباطن. ووادي الحيملي ووادي الحاجر ووادي الجوابر وكل وادي بالقري التابعه لها.

## معالم وادي الحوقين
من أهم معالم الحوقين هو حصن الحوقين الذي يرجع انشاوه الي العام 1722 م يقال انه تم بناء الحصن على نفقة احدي بنات الامام سيف بن سلطان اليعربي وإسمها نورة، وهو يمتاز ببنائه الطيني  كان الحصن مركزا حصينا للمنطقة، حيث يقيم فيه المسؤول مع عائلته ليقوم بالأعمال المنوطة اليه من اصلاح وفض المنازعات وغيرها من أمور الحياة اليومية لاهالي المنطقة. وقد بني على مرتفع جبلي ليكون بوابة للوادي وهناك برج مراقبة لرؤية الداخل والخارج. ويتكون الحصن من طابقين تتوزع الغرف على جنباته إلى جانب المخازن، ويوجد بئر خاص بداخله يكون مصدرا للمياه. ومن أبرز الولاة الذين تولوا بالنيابة قديما الشيخ حمد بن سعيد الرواحي والشيخ يحيى الهنائي والشيخ سليمان بن حميد الجابري والشيخ أحمد بن راشد المعمري. وهناك بعض الأبراج الأخرى التي كانت تستخدم قديما للمراقبة أبرزها برج الصاروج بمنطقة الصاروج وبيت البرج بمنطقة الدمثاة. 

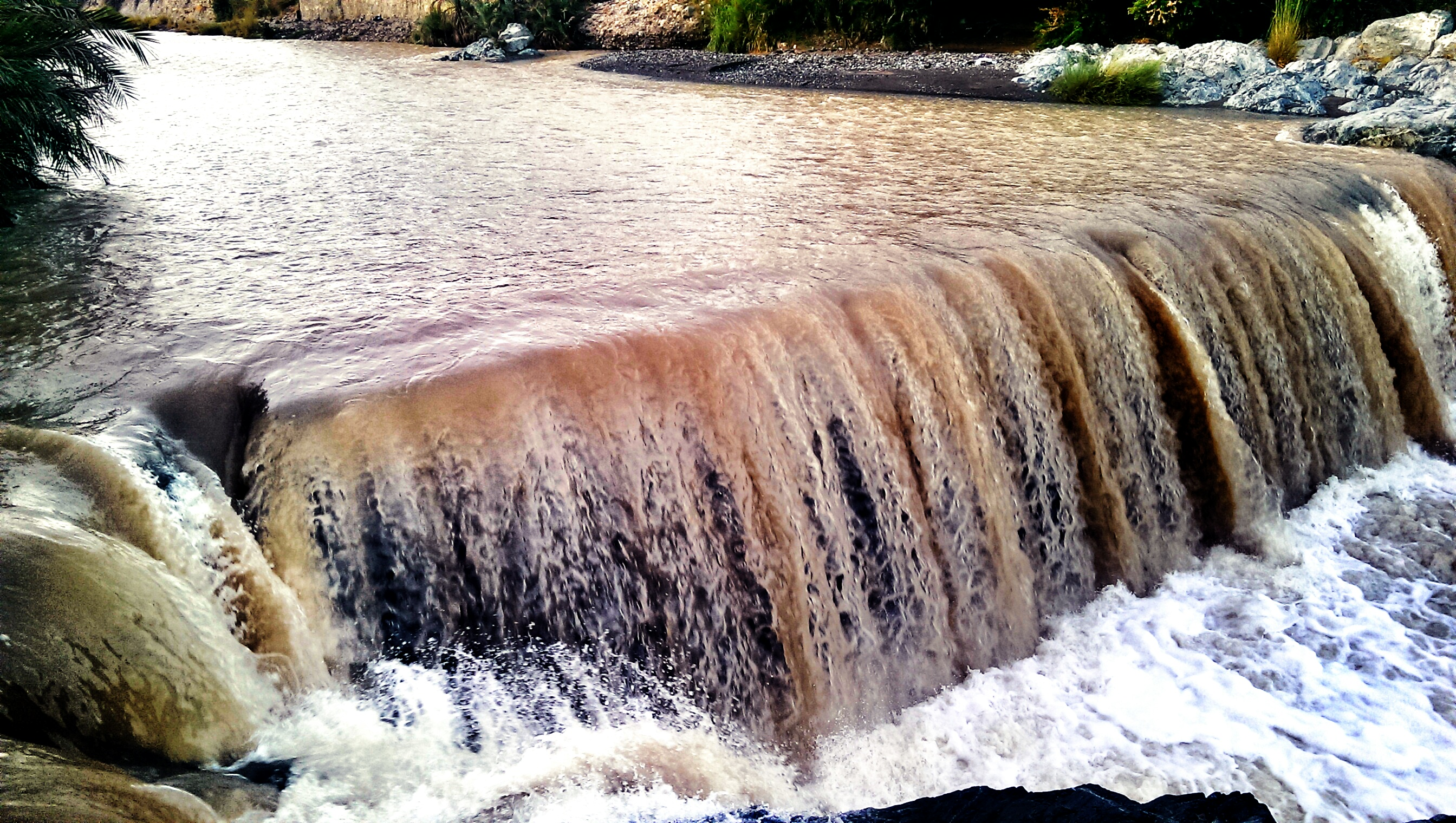
شلال الحوقين

## الوصلات الخارجية
- المركز الوطني للإحصاء والمعلومات، سلطنة عمان